# Museu de la Festa d'Elx
El Museu Municipal de la Festa d'Elx (Baix Vinalopó, País Valencià) tracta sobre el Misteri d'Elx. El seu objectiu és donar a conéixer la festa a les persones que visiten la ciutat al llarg de l'any.
El museu es compon de dues sales: una estàtica, merament expositiva, on es recull una mica de la tradició escènica que envolta el Misteri, com poden ser cartells, maquetes, corones, vestidures, guitarres... i una altra de més dinàmica, on les noves tecnologies utilitzades combinen tant imatges visuals com olors i sons típics de «La Festa», per reviure en una visita al museu tot el que comporta cada representació.
Part del museu està localitzat en la que va ser l'ermita de Sant Sebastià, molt lligada al drama assumpcionista i restaurada amb motiu de la creació del museu.